# Theodor Bleek

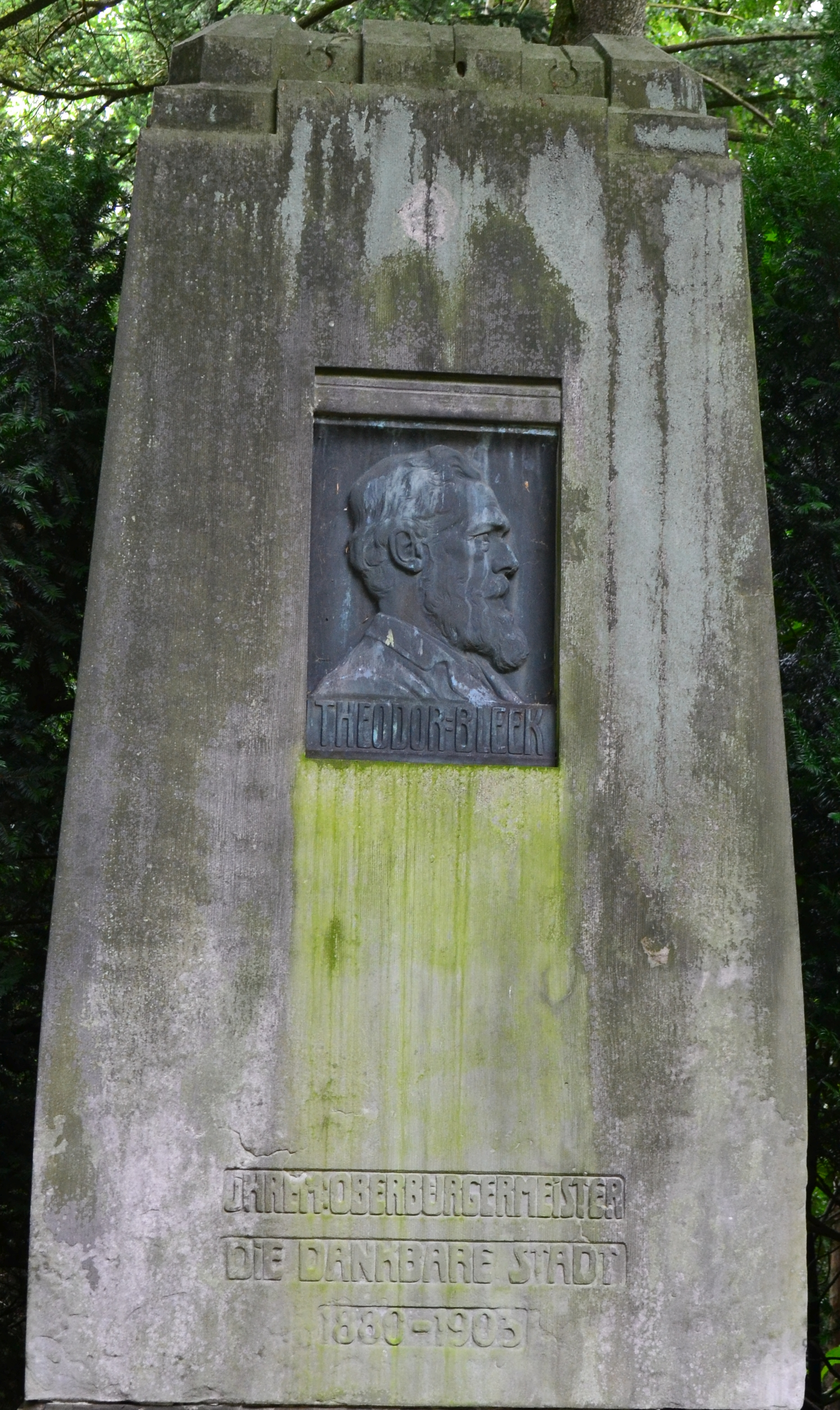
Gedenkstein auf dem Nordfriedhof

Ernst Theodor Bleek (* 17. Februar 1833 in Bonn; † 19. Januar 1905) war ein deutscher Politiker, westfälischer Kommunalpolitiker und langjähriger Oberbürgermeister der ostwestfälischen Stadt Minden. In seine Amtszeit fällt nach der Aufhebung der Festung Minden die Entwicklung der Stadt.

## Leben
Bleek studierte Jura und begann seine berufliche Laufbahn 1862 als Gerichtsassistent. Bereits ein Jahr später wurde er zum Bürgermeister der Stadt Sobernheim im heutigen Bundesland Rheinland-Pfalz ernannt. 1871 wechselte er in gleicher Funktion als Bürgermeister nach Lippstadt. Ab 1880 war er in der ostwestfälischen Stadt Minden Bürgermeister, dessen Oberbürgermeister er 1883 wurde. Dies blieb er über zwei Wahlperioden zu je zwölf Jahren. In seiner Amtszeit entwickelte Minden sich nach Aufheben der Festung stürmisch und wuchs schnell über seine Stadtmauern hinaus. Während seiner Amtszeit vertrat Bleek die Stadt Minden im preußischen Herrenhaus, dem er von 1880 bis 1903 angehörte. 1896 bis 1904 war er für den Wahlkreis Minden auch Mitglied im Provinziallandtag der Provinz Westfalen. Bleek trug den Titel Geheimer Regierungsrat. In seiner Amtszeit wurde das Kaiser-Wilhelm-Denkmal an der Porta Westfalica eröffnet, er begleitete den Kaiser Wilhelm II vom Mindener Bahnhof zur Porta und sorgte für die Sicherheit des Gastes.

## Ehrungen
- 1893: Kronenorden III. Klasse
- 1903: Ehrenbürgerschaft der Stadt Minden